# Hästigel
Hästigel (Haemopis sanguisuga) är en ringmaskart som först beskrevs av Carl von Linné 1758.  Hästigel ingår i släktet Haemopis, och familjen käkiglar. Arten är reproducerande i Sverige.

## Bildgalleri

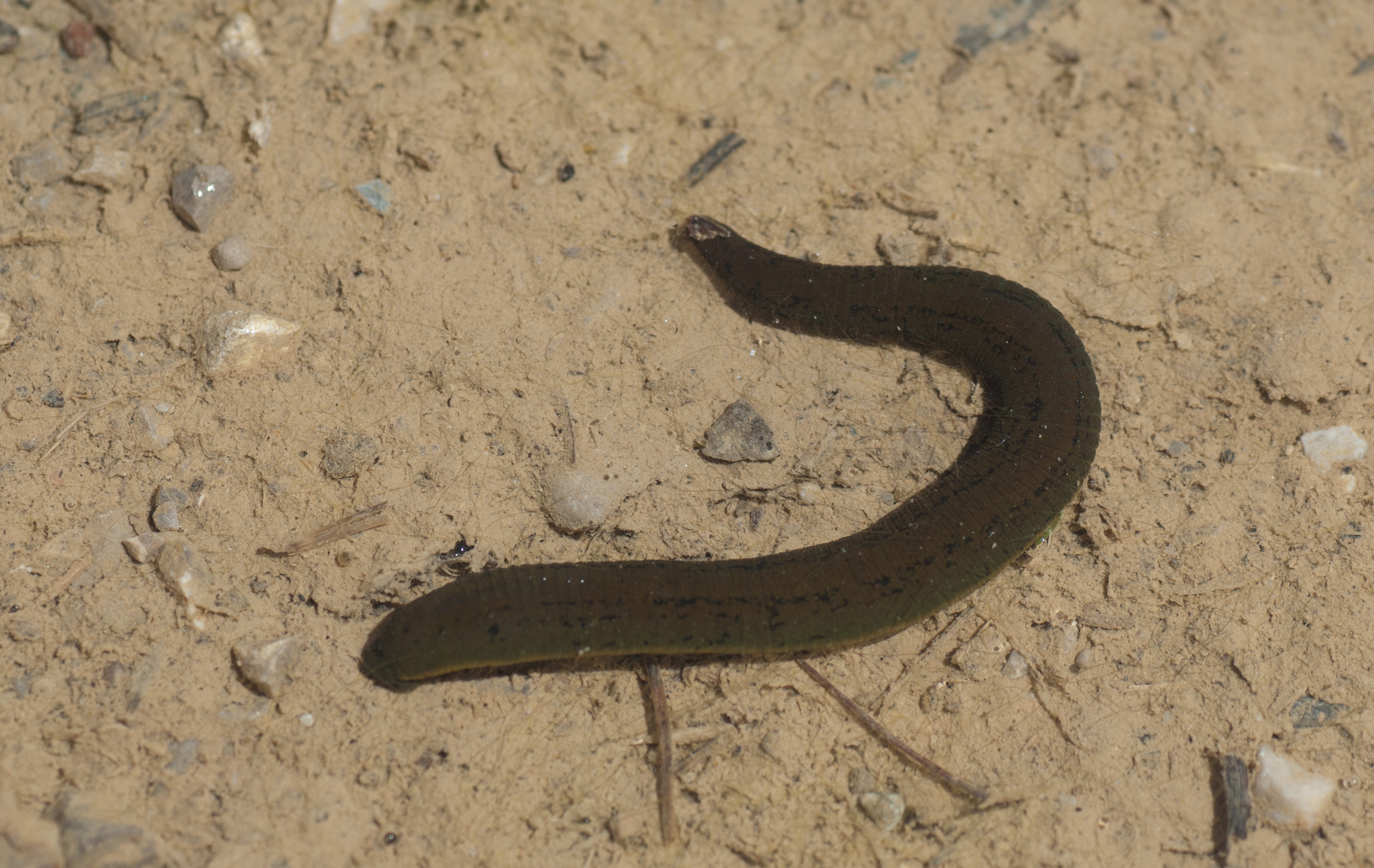